# جيمي ريفرز
جيمي ريفرز هو لاعب هوكي الجليد كندي، ولد في 16 مارس 1975 في أوتاوا في كندا.

## وصلات خارجية
- جيمي ريفرز على موقع دوري الهوكي الوطني (الإنجليزية)
- جيمي ريفرز على موقع EliteProspects.com (الإنجليزية)
- جيمي ريفرز على موقع HockeyDB.com (الإنجليزية)
- جيمي ريفرز على موقع Hockey-Reference.com (الإنجليزية)